# Kalle Anka i hönshuset
Kalle Anka i hönshuset (engelska: Golden Eggs) är en amerikansk animerad kortfilm med Kalle Anka från 1941.

## Handling
Kalle Anka jobbar på en bondgård och läser i tidningen att äggpriserna höjts. För att tjäna stora pengar och kanske guld rusar Kalle till hönshuset för att samla ihop många ägg, men tuppen på gården verkar inte vara förtjust i detta och stoppar Kalle från att komma in i hönshuset. I desperation klär Kalle ut sig till höna i tron om att det kan gå bättre.

## Om filmen
Filmen hade svensk premiär den 8 december 1941 på Sture-Teatern i Stockholm som innehåll i kortfilmsprogrammet Kalle Anka bjuder på fest, tillsammans med fem kortfilmer till; Kalle Anka på tivoli, Plutos lekkamrat, Höjden av surfing (ej Disney), Jan Långben och trollkofferten och Kalle Anka som brandsoldat. Efteråt visades dessutom den svenska kortfilmen Tomten. Som separat kortfilm visades filmen den 19 februari på Göta Lejon som också ligger i Stockholm.

## Rollista (i urval)
- Clarence Nash – Kalle Anka
- Florence Gill – hönor, tuppen[8]